# Woenselse Poort (stadspoort)
De Woenselse Poort is een van de drie voormalige stadspoorten van Eindhoven. De Woenselse Poort was de grootste stadspoort en bevond zich op het huidige 18 Septemberplein. De stadspoort werd in 1437 voor het eerst vermeld, maar is waarschijnlijk ongeveer een halve eeuw ouder. De stadspoort was onderdeel van de stadsomwalling van Eindhoven.

## De stadspoort
De middeleeuwse stad Eindhoven was omgeven door een gracht en een aarden wal. Als onderdeel van de vestingwerken had Eindhoven tot omstreeks 1600 drie eenvoudige bakstenen stadspoorten: de Stratumse, Gestelse en Woenselse Poort. Bij de poorten bevonden zich houten ophaalbruggen over de stadsgrachten. De Woenselse Poort bestond uit twee massieve ronde bakstenen torens, die voorzien waren van een spits dak, met daartussen de eigenlijke toegangspoort. Beide torens waren stevig en diep in de bodem gefundeerd, want deze stonden aan de rand van de zachte ondergrond van het beekdal van de Gender. Volgens stadsarcheoloog Nico Arts stond de poort midden op een houten brug die over een dertig meter brede stadsgracht leidde. Deze gracht was ten minste 25 meter breed en plaatselijk tot 4 meter diep.

## Archeologisch onderzoek
In 2002, 2004 en 2007 is archeologisch onderzoek gedaan naar de overblijfselen van de Woenselse Poort. Voorafgaand aan de aanleg van de ondergrondse fietsenstalling onder het 18 Septemberplein werd in 2007 een uitgebreid archeologisch onderzoek uitgevoerd. Gevonden werden gedeelten van de fundamenten van de circa 700 jaar oude stadspoort, veel pijlers van eikenhouten bruggen en duizenden archeologische vondsten, zoals een enorme ijzeren kanonskogel, potscherven, slachtafval, spiespunten, munten, sleutels en insignes van pelgrims. Van de drie meter brede Woenselse Poort waren alleen nog twee vierkante bakstenen funderingen over. Naast alle vondsten werd tijdens het onderzoek ook de loop van de middeleeuwse stadsgracht gevonden.

## Reconstructie
In 2007 kreeg de Woenselse Poort een centrale plek in de ondergrondse fietsenstalling. De stadspoort werd niet op de oorspronkelijke plaats onder het 18 Septemberplein teruggebouwd, maar op zo'n vijftien meter afstand van de vindplaats. De 14e-eeuwse resten van de stadspoort werden verwijderd omdat ze de ingang van de geplande fietsenkelder in de weg lagen. Vandaag de dag zijn in de fietsenkelder de opgegraven fundamenten van de stadspoort zichtbaar met in de vloer de plaatsen van de brugpijlers.